# Maggie Steffens
Margaret Steffens (4 de junio de 1993) es una jugadora de waterpolo estadounidense. Es triple campeona olímpica con Estados Unidos ganando la medalla de oro en los Juegos Olímpicos de Londres 2012, Río de Janeiro 2016 y en Tokio 2020.
Ha sido tres veces campeona del mundo (2015, 2017 y 2019) y 3 veces campeona de los Juegos Panamericanos.

## Carrera
Steffens jugó en el equipo de waterpolo nacional de Estados Unidos, ganó la Super Final de la Liga Mundial FINA 2010 y la Copa Mundial de la FINA 2010. Ella anotó el gol de la victoria contra Australia en el último partido de la Super Final de la Liga Mundial FINA.
En 2011 ayudó a los EE. UU. a ganar la Super Final de la Liga Mundial FINA 2011 de nuevo. En los Juegos Panamericanos, anotó el gol de la victoria en la final del partido, Canadá derrotó a los EE. UU.
Los EE. UU. ganó la Super Final de la Liga Mundial FINA por tercer año consecutivo en 2012 y Steffens lideró al equipo con 11 goles. En el primer partido de los Juegos Olímpicos de Londres, Steffens marcó siete goles para empatar el récord olímpico de un solo juego. Anotó 21 goles en general en los juegos olímpicos para conducir a todos los marcadores, que con los EE. UU. ganó las medallas de oro.

## Palmarés internacional
| Juegos Olímpicos               | Juegos Olímpicos         | Juegos Olímpicos | Juegos Olímpicos |
| Año                            | Lugar                    | Medalla          |                  |
| ------------------------------ | ------------------------ | ---------------- | ---------------- |
| 2021                           | Tokio ( Japón)           | Medalla de oro   |                  |
| 2016                           | Río de Janeiro ( Brasil) | Medalla de oro   |                  |
| 2012                           | Londres ( Inglaterra)    | Medalla de oro   |                  |
| Campeonato Mundial de Natación |                          |                  |                  |
| 2019                           | Gwangju ( Corea del Sur) | Medalla de oro   |                  |
| 2017                           | Budapest ( Hungría)      | Medalla de oro   |                  |
| 2015                           | Kazán ( Rusia)           | Medalla de oro   |                  |
| Juegos Panamericanos           |                          |                  |                  |
| Año                            | Lugar                    | Medalla          |                  |
| 2019                           | Lima ( Perú)             | Medalla de oro   |                  |
| 2015                           | Toronto ( Canadá)        | Medalla de oro   |                  |
| 2011                           | Guadalajara ( México)    | Medalla de oro   |                  |